# Manfred Dammeyer
Manfred Dammeyer (ur. 31 marca 1939 w Porta Westfalica) – niemiecki polityk i pedagog, długoletni poseł do landtagu Nadrenii Północnej-Westfalii, minister w rządzie regionalnym, w latach 1998–2000 przewodniczący Komitetu Regionów.

## Życiorys
W 1958 zdał egzamin maturalny, w 1963 ukończył studia z zakresu nauk społecznych, doktoryzował się w 1979. Pracował m.in. jako dyrektor centrum edukacji dorosłych Volkshochschule Oberhausen. W latach 90. został wykładowcą na Universität-Gesamthochschule Duisburg. Wstąpił do związku zawodowego ver.di.
Od 1957 członek Socjaldemokratycznej Partii Niemiec zasiadał we władzach powiatowych i krajowych partii. W 1975 po raz pierwszy uzyskał mandat deputowanego landtagu Nadrenii Północnej-Westfalii. W regionalnym parlamencie zasiadał do 2005 (z przerwą w latach 2000–2001), od 1998 do 2000 kierował frakcją poselską SPD. Od 1995 do 1998 w regionalnym rządzie, któremu przewodniczył Johannes Rau, sprawował urząd ministra do spraw federalnych i europejskich.
Od 1994 był członkiem Komitetu Regionów. Pełnił w nim funkcję wiceprzewodniczącego (1994–1998), przewodniczącego (1998–2000) i pierwszego wiceprzewodniczącego (2000–2002). Reprezentował tę instytucję w Konwencie Europejskim.